# Barbus radiatus
Barbus radiatus е вид лъчеперка от семейство Шаранови (Cyprinidae). Видът не е застрашен от изчезване.

## Разпространение и местообитание
Разпространен е в Ангола, Ботсвана, Демократична република Конго, Замбия, Зимбабве, Кения, Малави, Мозамбик, Намибия, Свазиленд, Танзания, Уганда и Южна Африка.
Обитава сладководни басейни, скалисти дъна, крайбрежия и реки.

## Описание
На дължина достигат до 12 cm.